# 1860 in Zwitserland
Dit artikel beschrijft het verloop van 1860 in Zwitserland.

## Ambtsbekleders
De Bondsraad was in 1860 samengesteld als volgt:
| Naam | Naam                         | Partij    | Kanton       | Functie                                                                    |
| ---- | ---------------------------- | --------- | ------------ | -------------------------------------------------------------------------- |
|      | Friedrich Frey-Herosé        | radicalen | Aargau       | Bondspresident in 1860, hoofd van het Departement van Politieke Zaken      |
|      | Melchior Josef Martin Knüsel | radicalen | Luzern       | Vicebondspresident in 1860; hoofd van het Departement van Handel en Douane |
|      | Constant Fornerod            | radicalen | Vaud         | Hoofd van het hoofd van het Departement van Financiën                      |
|      | Jonas Furrer                 | radicalen | Zürich       | Hoofd van het Departement van Justitie en Politie                          |
|      | Wilhelm Matthias Naeff       | radicalen | Sankt Gallen | Hoofd van het Departement van Posterijen                                   |
|      | Giovanni Battista Pioda      | radicalen | Ticino       | Hoofd van het Departement van Binnenlandse Zaken                           |
|      | Jakob Stämpfli               | radicalen | Bern         | Hoofd van het Departement van Militaire Zaken                              |

De Bondsvergadering werd voorgezeten door:
| Naam | Naam                   | Partij              | Kanton       | Functie                                                       |
| ---- | ---------------------- | ------------------- | ------------ | ------------------------------------------------------------- |
|      | Friedrich Peyer im Hof | gematigde liberalen | Schaffhausen | Voorzitter van de Nationale Raad (tot 4 april 1860)           |
|      | Johann Baptist Weder   | radicalen           | Sankt Gallen | Voorzitter van de Nationale Raad (van 2 tot 21 juli 1860)     |
|      | Eduard Dapples         | gematigde liberalen | Vaud         | Voorzitter van de Nationale Raad (van 4 tot 22 december 1860) |
|      | François Briatte       | radicalen           | Vaud         | Voorzitter van de Kantonsraad (tot 3 februari 1860)           |
|      | Emil Welti             | radicalen           | Aargau       | Voorzitter van de Kantonsraad (van 29 maart tot 21 juli 1860) |
|      | Johann Jakob Blumer    | gematigde liberalen | Glarus       | Voorzitter van de Kantonsraad (van 3 tot 22 december 1860)    |

## Gebeurtenissen

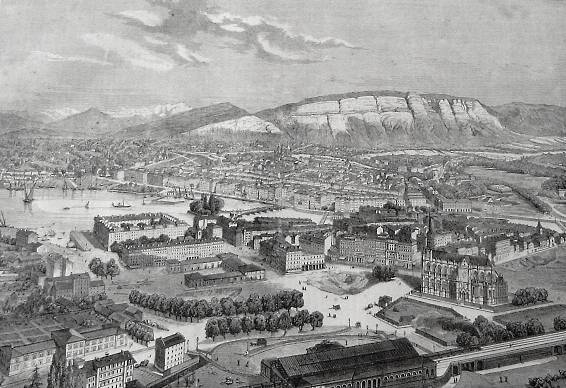
Genève in 1860.

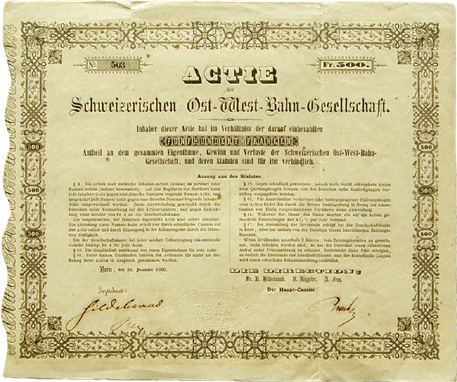
Aandeel van de spoorwegmaatschappij Schweizerische Ostwestbahn uit 1860.

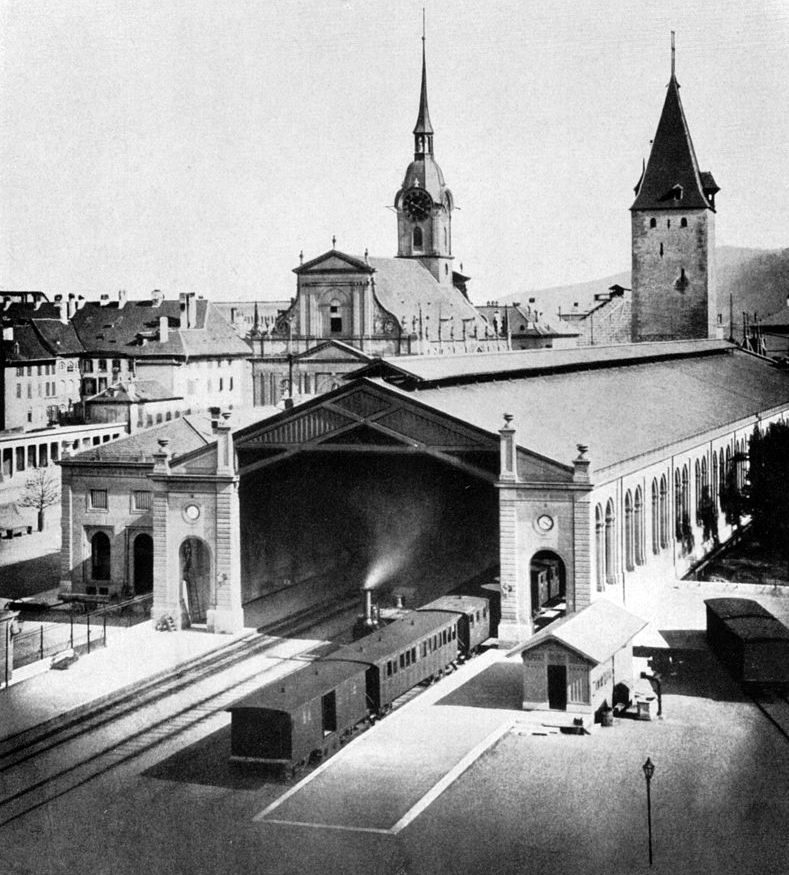
Het station van Bern in 1860.

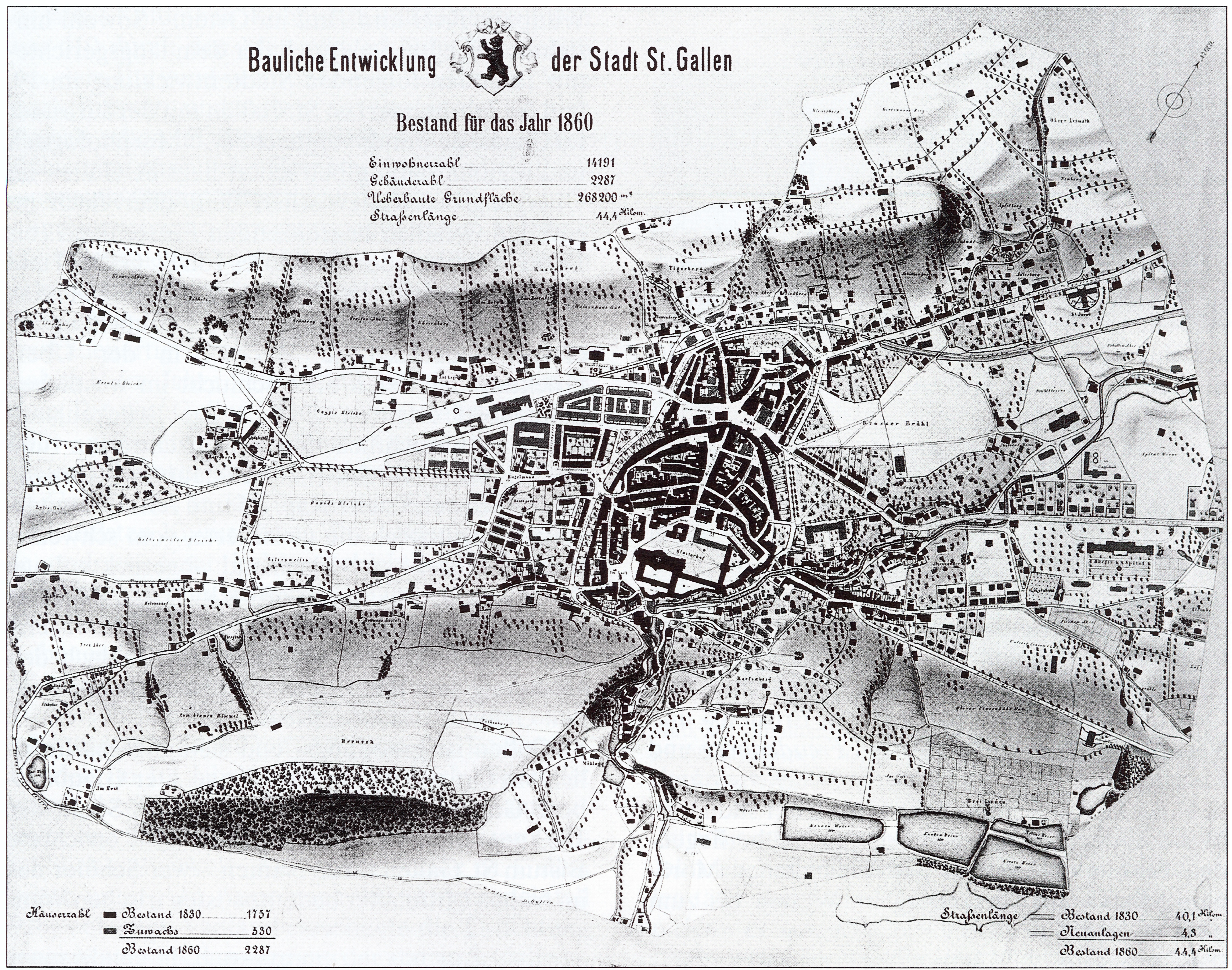
Kaart van Sankt Gallen uit 1860.

- Engelse studenten richten in Lausanne de Lausanne Football and Cricket Club op.
- Édouard Heuer richt in Saint-Imier (kanton Bern) het horlogemerk TAG Heuer op, dat later meermaals zou instaan voor de tijdwaarneming tijdens de Olympische Spelen.
- Emma Altherr-Simond en haar familie vestigen zich in Heiden (kanton Appenzell Ausserrhoden), waar ze de hotels Freihof en Schweizerhof zou uitbaten.[7]

### Mei
- 5 mei: Voor het eerst komt er een trein aan in het station van Sion (kanton Wallis), komende vanuit Lausanne (kanton Vaud).
- 14 mei: De 26 km lange spoorlijn tussen Martigny en Sion (kanton Wallis) wordt plechtig geopend.

### Juli
- 1 juli: Het Bondsbureau voor de Statistiek wordt opgericht.
- 2 juli: De Schweizerische Gemeinnützige Gesellschaft schenkt de Rütliweide aan de Confederatie. Een jaar eerder, in 1859, was daarvoor nog een publieke omhaling georganiseerd.
- 15 juli: De Compagnie du Jura industriel neemt een spoorlijn in dienst van Neuchâtel naar Le Locle (kanton Neuchâtel).
- 15 juli: In Bazel (kanton Basel-Stadt) gaan de federale gymnastiekfeesten van start.
- 25 juli: De Compagnie Franco-Suisse neemt de spoorlijn van Neuchâtel naar Pontarlier (Frankrijk) in dienst.

### September
- 1 september: In het kanton Wallis vinden grootschalige overstromingen plaats. De Rhône treedt buiten haar oevers tussen het Gommertal en Martigny.
- 5 september: In Bazel (kanton Basel-Stadt) gaan de festiviteiten van start ter ere van de 400e verjaardag van de Universiteit van Bazel, opgericht in 1560.

### Oktober
- 28 oktober: Bij de federale parlementsverkiezingen van 1860 behalen de linkse radicalen behaalden een meerderheid in de Nationale Raad van 79 van de 120 zetels.

### December
- 1 december: Uit een volkstelling blijkt dat Zwitserland 2.510.494 inwoners telt.
- 3 december: De nieuwe legislatuur van de Bondsvergadering gaat van start.
- 7 december: Bij de Bondsraadsverkiezingen van 1860 wordt de Bondsraad in zijn zittende samenstelling herverkozen. Melchior Josef Martin Knüsel werd verkozen tot bondspresident van Zwitserland en Jakob Stämpfli tot vicebondspresident voor 1861. Johann Ulrich Schiess bleef bondskanselier van Zwitserland.

## Geboren
- 2 maart: Rudolf Thommen, historicus en hoogleraar (overl. 1950)
- 4 april: Marie Büsser-Villinger, vakbondsbestuurster (overl. 1946)
- 14 april: Gustav Müller, notaris, ambtenaar en politicus (overl. 1921)
- 29 mei: Klara Honegger, feministe en pacifiste (overl. 1940)
- 29 november: Marie de Gottrau-von Wattenwyl, feministe (overl. 1910)

1848
· 1849
· 1850
· 1851
· 1852
· 1853
· 1854
· 1855
· 1856
· 1857
· 1858
· 1859
· 1860
· 1861
· 1862
· 1863
· 1864
· 1865
· 1866
· 1867
· 1868
· 1869
· 1870
· 1871
· 1872
· 1873
· 1874
· 1875
· 1876
· 1877
· 1878
· 1879
· 1880
· 1881
· 1882
· 1883
· 1884
· 1885
· 1886
· 1887
· 1888
· 1889
· 1890
· 1891
· 1892
· 1893
· 1894
· 1895
· 1896
· 1897
· 1898
· 1899
· 1900
· 1901
· 1902
· 1903
· 1904
· 1905
· 1906
· 1907
· 1908
· 1909
· 1910
· 1911
· 1912
· 1913
· 1914
· 1915
· 1916
· 1917
· 1918
· 1919
· 1920
· 1921
· 1922
· 1923
· 1924
· 1925
· 1926
· 1927
· 1928
· 1929
· 1930
· 1931
· 1932
· 1933
· 1934
· 1935
· 1936
· 1937
· 1938
· 1939
· 1940
· 1941
· 1942
· 1943
· 1944
· 1945
· 1946
· 1947
· 1948
· 1949
· 1950
· 1951
· 1952
· 1953
· 1954
· 1955
· 1956
· 1957
· 1958
· 1959
· 1960
· 1961
· 1962
· 1963
· 1964
· 1965
· 1966
· 1967
· 1968
· 1969
· 1970
· 1971
· 1972
· 1973
· 1974
· 1975
· 1976
· 1977
· 1978
· 1979
· 1980
· 1981
· 1982
· 1983
· 1984
· 1985
· 1986
· 1987
· 1988
· 1989
· 1990
· 1991
· 1992
· 1993
· 1994
· 1995
· 1996
· 1997
· 1998
· 1999
· 2000
· 2001
· 2002
· 2003
· 2004
· 2005
· 2006
· 2007
· 2008
· 2009
· 2010
· 2011
· 2012
· 2013
· 2014
· 2015
· 2016
· 2017
· 2018
· 2019
· 2020
· 2021
· 2022
· 2023